# رینا سومی
رینا سومی (انگلیسی: Reina Sumi؛ زادهٔ ۱۲ مهٔ ۱۹۹۰) شخصیت‌های تلویزیونی در ژاپن  اهل ژاپن است.